# 기욤 뮈소
기욤 뮈소(프랑스어: Guillaume Musso, 1974년 6월 6일 ~ )는 프랑스의 소설가이다.

## 생애
기욤 뮈소는 1974년 프랑스 앙티브에서 태어났다. 학구적인 분위기의 중산층 가정에서 태어나 대학에서 경제학을 전공한 그는 어린 시절, 도서관 사서였던 어머니에 대한 일종의 반발심으로 지독하게 책을 멀리했다고 한다. 그러다 애거사 크리스티와 에밀리 브론테의 작품들에 매혹되었고, 그 소설들은 그를 문학의 세계로 이끌며 서스펜스와 로맨스의 결합이라 정의되는 기욤 뮈소 스타일의 토대를 만들어 주었다.
빠른 사건 전개와 생동감 있는 화면 구성, 마치 한 편의 영화를 보는 듯한 감각적인 요소들은 현학적이고 작가 중심의 프랑스에 염증을 느끼고 있던 독자들을 매혹시켰고, 평론가들은 그를 프랑스 문단을 이끌어 갈 차세대 작가로 주목하기에 이른다.
소설의 상업적인 성공에도 불구하고 여전히 낮에는 아이들을 가르치고 밤에는 글을 쓰는 고단한 이중생활을 계속하는 이유에 대해서는 현실적인 감각을 유지하기 위해서라고 말한다. 프랑스의 거대한 문학적 유산이나 작가로서의 권위보다는 글 읽는 즐거움과 살면서 한번쯤 돌아보아야 할 일상의 소중한 것들에 더 많은 관심을 가지고 있다.
기욤 뮈소는 2004년 출간되어 프랑스 문단에 커다란 반향을 일으켰던 《완전한 죽음》으로 프랑스 내에서만 1백만 부의 판매고를 올리며 신인 작가로서 놀랄 만한 저력을 보여 주었다. 연이어 출간된 《구해줘》는 프랑스 아마존 87주 연속 1위라는 경이적인 판매기록을 달성하며 그를 일약 세계적인 베스트셀러 작가의 반열에 올려놓는다. 네번째 소설 《당신, 거기 있어 줄래요?》는 세계 22여 개국에서 출간, 장기간 베스트셀러에 올라 역시 기욤 뮈소라는 찬사를 받기도 했다.
이처럼 연속적으로 기욤 뮈소의 소설이 밀리언셀러에 등극하자 프랑스 언론은 '기욤 뮈소는 하나의 현상이다'라는 수식어를 달아주며 기욤 뮈소가 이룬 성과에 놀라움과 찬사를 보냈다.

## 작품 특징
기욤 뮈소의 소설은 모든 사물을 디테일하게 표현하는 프랑스적인 기법과 잔인한 표현, 빠른 전개 등 지극히 헐리우드적인 요소가 어우러져있다. 또 비주얼한 측면을 강조하여 영화의 한 컷 한 컷을 연상시키는 서사 구조와 영화적 긴장감을 추구하고 있다. 이러한 특성 탓에 헐리우드로부터 영화화 요청을 받기도 하고 실제로 몇몇 작품은 판권이 팔린 상태이다.
기욤 뮈소의 소설은 기본적으로 사랑을 바탕으로 하고 서스펜스, 미스테리, 초현실, 그리고 삶과 죽음이 더해져 있다.

## 키워드
기욤 뮈소의 작품을 설명할 수 있는 키워드는 사랑, 판타지, 상류층 주인공, 크리스마스, 반전 등이다.
기욤 뮈소의 모든 소설은 로맨스 소설이다. 그의 소설이 매번 좋은 반응을 얻는 이유는 그가 언제나 사랑 본연의 가치와 힘에 대해 이야기 하기 때문일 것이다. 책의 결론은 항상 사랑이야말로 모든 것들을 치유하고 전복시키는 가장 위대한 것이라는 것이다.
둘째, 기욤 뮈소의 소설은 항상 판타지적 요소를 가지고 있다. 과거로 시간을 돌린다거나 저승사자가 등장한다거나 하는 것이다. 이 또한 사랑의 실현을 위한 극적 장치이다. 어떠한 비현실, 초현실적인 사건들이 발생하지만 그 모든 것을 뒤엎을 수 있는 것은 결국은 사랑이다는 식이다.
셋째, 작품의 주인공들은 항상 성공한, 상류층들이다. 특히 남자주인공의 경우 더 그렇다. 그러나 그들의 출생은 보통 빈민가이다. 이 역시 사랑의 가치를 강조하기 위한 설정이다. 빈민가에서 출발해 열심히 노력해 성공했지만 사랑을 잃는 순간 흔들리고 추락해버린다는 것이다. 결국 사람을 행복하게 만드는 것은 사랑이라는 결론이 나온다.
넷째, 소설 속 등장인물 간에 갈등이 해결되는 시점은 거의 크리스마스이다.
다섯째, 기욤 뮈소의 소설은 로맨스 소설임에도 반전이 중요한 요소이다. 작품 거의 끝부분까지 독자들이 긴장감을 유지하게 하며 기욤 뮈소 작품이 인기를 끄는 한 요소라고 볼 수 있다.

위와 같은 특성들이 반복되는 탓에 기욤 뮈소 책을 몇 권 이상 읽으면 그 이후 스토리가 예상되고 뻔하게 느껴진다는 평이 있기는 하지만 여전히 그의 작품은 매력적이라는 평가를 받는다.

## 작품
- 2005년 『완전한 죽음 Et Apres...』

열린책들｜이승재 옮김｜ISBN 978-89-329-0615-7
- 2006년 『구해줘 Sauve-moi』

밝은세상｜윤미연 옮김｜ISBN 978-89-8437-075-3
- 2007년 『스키다마링크 Skidamarink』

열린책들｜이승재 옮김｜ISBN 89-329-0615-7
- 2007년 『당신, 거기 있어줄래요? Seras-tu la』

밝은세상｜전미연 옮김｜ISBN 978-89-8437-079-1
- 2007년 『사랑하기 때문에 Parce que je t'aime』

밝은세상｜전미연 옮김｜ISBN 978-89-8437-086-9
- 2008년 『사랑을 찾아 돌아오다 Je reviens te chercher』

밝은세상｜김남주 옮김｜ISBN 978-89-8437-090-6
- 2009년 『당신 없는 나는? Que serais-je sans toi?』

밝은세상｜허지은 옮김｜ISBN 978-89-8437-100-2
- 2010년 『그 후에 Et Apres...』

밝은세상｜전미연 옮김｜ISBN 978-89-8437-101-9
- 2010년 『종이 여자 La Fille de Papier』

밝은세상｜전미연 옮김｜ISBN 978-89-8437-107-1
- 2011년 『천사의 부름 L'appel de l'ange』

밝은세상｜전미연 옮김｜ISBN 978-89-8437-112-5
- 2012년 『7년후 7ans apres』

밝은세상｜임호경 옮김｜ISBN 978-89-8437-120-0
- 2013년 『내일 Demain』

밝은세상｜양영란 옮김｜ISBN 978-89-8437-128-6
- 2014년 『센트럴 파크 Central Park』

밝은세상｜양영란 옮김｜ISBN 978-89-8437-144-6
- 지금 이 순간 (L'instant présent) 2015년

- 브루클린의 소녀 (La fille de brooklyn) 2016년

- 파리의 아파트 (Un appartement a Paris) 2017년

- 아가씨와 밤 (La Jeune Fille et la Nuit) 2018년

- 작가들의 비밀스러운 삶 (La vie secrète des écrivains) 2019년

- 인생은 소설이다 (La Vie est un roman) 2020년

- 센 강의 이름 모를 여인(L'Inconnue de la Seine) 2022년

- 안젤리크(Angélique) 2022년

- (프랑스어) 기욤 뮈소 공식 웹사이트